# 利奥·雷恩沃特
利奥·雷恩沃特（英語：Leo Rainwater，1917年12月9日—1986年5月31日），美国物理学家，1975年，因為發現原子核中集體運動和粒子運動之間的聯繫，並且根據這種聯繫發展了有關原子核結構的理論，與奥格·玻尔、本·莫特森共同榮获诺贝尔物理学奖。